# Szereg harmoniczny (muzyka)

Szereg harmoniczny

Szereg harmoniczny – szereg alikwotów, sinusoidalnych tonów składowych, na które można rozłożyć dowolny dźwięk, o ile jego barwa i natężenie nie zmienia się zbyt szybko w czasie. 
W instrumencie muzycznym wytwarzającym dźwięk o określonej wysokości, np. instrumencie strunowym lub dętym,
dla dowolnie dobranej długości struny lub długości kolumny drgającego powietrza, dźwięk odpowiadający tej długości daje się rozłożyć na szereg tonów prostych. Najniższy ton występujący w takim dźwięku nazywany jest główną składową harmoniczną, a odpowiadająca mu częstotliwość – częstotliwością podstawową lub wysokością dźwięku. W większości instrumentów kolejne składowe tworzą szereg tonów będących naturalnymi wielokrotnościami składowej podstawowej (stąd nazwa). Ze względu na relacje pomiędzy częstotliwościami kolejnych tonów składowych, interwały pomiędzy nimi stają się coraz mniejsze.
I tak biorąc za przykład dźwięk C 32 Hz można utworzyć następujący szereg harmoniczny:
- druga składowa harmoniczna – 64 Hz, odpowiadająca dźwiękowi C odległemu o oktawę od głównej harmonicznej;
- trzecia składowa harmoniczna – 96 Hz, odpowiada dźwiękowi G odległemu o kwintę czystą od drugiej składowej harmonicznej;
- czwarta składowa harmoniczna – 128 Hz, odpowiada dźwiękowi c odległemu o kwartę czystą od trzeciej składowej harmonicznej i o dwie oktawy od głównej składowej;
- piąta składowa harmoniczna – 160 Hz, odpowiada dźwiękowi e odległemu o tercję wielką od czwartej składowej harmonicznej;
- szósta składowa harmoniczna – 192 Hz, odpowiada dźwiękowi g odległemu o tercję małą od piątej składowej harmonicznej;
- siódma składowa harmoniczna – 224 Hz, nie odpowiada żadnemu dźwiękowi w stroju równomiernie temperowanym, lecz jest najbliższa b;
- ósma składowa harmoniczna – 256 Hz, odpowiada dźwiękowi c1 odległemu o kwartę czystą od szóstej składowej harmonicznej i trzy oktawy od głównej składowej harmonicznej;
- dziewiąta składowa harmoniczna – 288 Hz, odpowiada dźwiękowi d1 odległemu o sekundę wielką od ósmej składowej harmonicznej;
- dziesiąta składowa harmoniczna – 320 Hz, odpowiada dźwiękowi e1 odległemu o sekundę wielką od dziewiątej składowej harmonicznej;
- jedenasta składowa harmoniczna – 352 Hz, nie odpowiada żadnemu dźwiękowi w stroju równomiernie temperowanym i leży pomiędzy f1 i f#1;
- dwunasta składowa harmoniczna – 384 Hz, odpowiada dźwiękowi g1 odległemu o tercję małą od dziesiątej składowej harmonicznej;
- trzynasta składowa harmoniczna – 416 Hz, nie odpowiada żadnemu dźwiękowi w stroju równomiernie temperowanym i najbliższa jest a1;
- czternasta składowa harmoniczna – 448 Hz, bliska jest dźwiękowi b1 odległemu o tercję małą od dwunastej składowej harmonicznej;
- piętnasta składowa harmoniczna – 480 Hz, odpowiada dźwiękowi h1 odległemu o sekundę małą od czternastej składowej harmonicznej;
- szesnasta składowa harmoniczna – 512 Hz, odpowiada dźwiękowi c² odległemu o sekundę małą od piętnastej składowej harmonicznej i cztery oktawy od głównej harmonicznej.

Diagram ilustrujący możliwość uzyskania alikwotów określonego tonu podstawowego na instrumencie strunowym. Poziome linie w kolorze czarnym reprezentują struny nastrojone na ton podstawowy o wysokości określonej oznaczeniem z lewej strony rysunku. Kolorowe kwadraty rozmieszczone wzdłuż struny oznaczają możliwość otrzymania kolejnych składowych
harmonicznych (flażoletów) jeśli stłumimy drgania struny przykładając palec w miejscu wskazanym przez kolorowy kwadrat; wysokość otrzymanego w ten sposób dźwięku (flażoletu) jest podana w każdym z kwadratów. Ułamki nad diagramami strun oznaczają pozycję kwadratu względem długości struny. Przykładowo, blokując drgania struny E (u góry diagramu) w punkcie oznaczonym ułamkiem 1/2 (szary kwadrat) otrzymamy dźwięk E o oktawę wyższy od tonu podstawowego.